# Commandant du Corps des Marines
Le Commandant of the Marine Corps (CMC) ou Commandant du Corps des Marines est l'officier de plus haut rang au sein du Corps des Marines des États-Unis et dirige le Headquarters Marine Corps. En outre, il est également membre du Joint Chiefs of Staff et est à ce titre nommé par le Président des États-Unis, sa nomination devant être validée par le sénat.
Il s'agit d'un général quatre étoiles et d'un membre de l'état-major interarmées (Joint Chiefs of Staff). Il relève directement du secrétaire à la Marine (United States Secretary of the Navy) et est chargé de veiller à l'organisation, à la politique, aux plans et aux programmes du Corps des Marines, ainsi que de conseiller le Président, le secrétaire à la Défense (Secretary of Defense), le Conseil de sécurité nationale (National Security Council), le Conseil de sécurité intérieure (Homeland Security Council) et le secrétaire à la Marine sur les questions concernant le Corps des Marines. Sous l'autorité du secrétaire à la Marine, le CMC désigne le personnel et les ressources des Marines aux commandants des commandements combattants unifiés (unified combatant command). Le commandant exerce toutes les autres fonctions prévues à la section 8043 du titre 10 du code des États-Unis ou délègue ces fonctions et responsabilités à d'autres officiers de son administration en son nom. Comme pour les autres chefs interarmées, le commandant occupe un poste administratif et n'a pas d'autorité de commandement opérationnel sur les forces du Corps des Marines des États-Unis.
Le commandant est nommé par le président pour un mandat de quatre ans et doit être confirmé par le Sénat. Le commandant peut être reconduit dans ses fonctions pour un mandat supplémentaire, mais uniquement en temps de guerre ou en cas d'urgence nationale déclarée par le Congrès. En vertu de la loi, le commandant est nommé général quatre étoiles pendant la durée de son mandat. Le commandant est directement responsable devant le secrétaire à la Marine de l'ensemble des performances du Corps des Marines. Cela comprend l'administration, la discipline, l'organisation interne, l'entraînement, les besoins, l'efficacité et l'état de préparation du service. Le commandant est également responsable du fonctionnement du système de soutien matériel du corps des marines". Depuis 1806, la résidence officielle du commandant est située dans les Marine Barracks à Washington, D.C., et ses principaux bureaux se trouvent dans le comté d'Arlington, en Virginie.

## Responsabilités
Les responsabilités du commandant sont décrites dans le titre 10, section 8043, du code des États-Unis (United States Code) et le poste est "soumis à l'autorité, à la direction et au contrôle du secrétaire de la marine". Comme l'indique le code des États-Unis, le commandant "préside le quartier général du Corps des Marines, transmet les plans et les recommandations du quartier général du Corps des Marines au secrétaire et conseille le secrétaire en ce qui concerne ces plans et recommandations, après approbation des plans ou des recommandations du quartier général du Corps des Marines par le secrétaire, agit en tant qu'agent du secrétaire pour les mettre en œuvre, exerce une supervision, conformément à l'autorité attribuée aux commandants des commandements de combat unifiés ou spécifiés en vertu du chapitre 6 du présent titre, sur les membres et les organisations du Marine Corps et de la Navy que le Secrétaire détermine, exerce les fonctions qui lui sont prescrites par la section 171 du présent titre et d'autres dispositions de la loi et exerce les autres fonctions militaires, qui ne lui sont pas autrement attribuées par la loi, qui lui sont confiées par le Président, le Secrétaire à la défense ou le Secrétaire à la marine".

## Liste des commandants du Corps des Marines
38 hommes ont occupé le poste de commandant du corps des marines. Le premier commandant fut Samuel Nicholas, qui prit ses fonctions en tant que captain (capitaine), bien qu'il n'existât pas de poste intitulé « Commandant » à l'époque, et que le second Congrès continental (Second Continental Congress) ait autorisé le Marine le plus ancien à prendre un grade allant jusqu'à celui de Colonel. Le plus ancien fut Archibald Henderson, parfois appelé le Grand Old Man of the Marine Corps en raison de ses trente-neuf années de service. Dans l'histoire du Corps des Marines des États-Unis, un seul commandant a été démis de ses fonctions : Anthony Gale, à la suite d'une cour martiale en 1820.
|    | Nom                              | Photo | Début du mandat   | Fin du mandat      |
| -- | -------------------------------- | ----- | ----------------- | ------------------ |
| 1  | Samuel Nicholas (en)             |       | 28 novembre 1775  | 27 août 1783       |
| 2  | William W. Burrows (en)          |       | 12 juillet 1798   | 6 mars 1804        |
| 3  | Franklin Wharton (en)            |       | 7 mars 1804       | 1er septembre 1818 |
| 4  | Archibald Henderson              |       | 16 septembre 1818 | 2 mars 1819        |
| 5  | Anthony Gale (en)                |       | 3 mars 1819       | 8 octobre 1820     |
|    | Archibald Henderson              |       | 17 octobre 1820   | 6 janvier 1859     |
| 6  | John Harris                      |       | 7 janvier 1859    | 1er mars 1864      |
| 7  | Jacob Zeilin (en)                |       | 10 juin 1864      | 31 octobre 1876    |
| 8  | Charles G. McCawley (en)         |       | 1er novembre 1876 | 29 janvier 1891    |
| 9  | Charles Heywood (en)             |       | 30 juin 1891      | 2 octobre 1903     |
| 10 | George F. Elliott (en)           |       | 3 octobre 1903    | 30 novembre 1910   |
| 11 | William P. Biddle (en)           |       | 3 février 1911    | 24 février 1914    |
| 12 | George Barnett                   |       | 25 février 1914   | 30 juin 1920       |
| 13 | John A. Lejeune                  |       | 1er juillet 1920  | 4 mars 1929        |
| 14 | Wendell C. Neville (en)          |       | 5 mars 1929       | 8 juillet 1930     |
| 15 | Ben H. Fuller (en)               |       | 9 juillet 1930    | 28 février 1933    |
| 16 | John H. Russell (en)             |       | 1er mars 1934     | 30 novembre 1936   |
| 17 | Thomas Holcomb (en)              |       | 1er décembre 1936 | 31 décembre 1943   |
| 18 | Alexander Vandegrift             |       | 1er janvier 1944  | 31 décembre 1947   |
| 19 | Clifton B. Cates                 |       | 1er janvier 1948  | 31 décembre 1951   |
| 20 | Lemuel C. Shepherd, Jr.          |       | 1er janvier 1952  | 31 décembre 1955   |
| 21 | Randolph M. Pate (en)            |       | 1er janvier 1956  | 31 décembre 1959   |
| 22 | David M. Shoup                   |       | 1er janvier 1960  | 31 décembre 1963   |
| 23 | Wallace M. Greene, Jr. (en)      |       | 1er janvier 1965  | 31 décembre 1967   |
| 24 | Leonard F. Chapman, Jr. (en)     |       | 1er janvier 1968  | 31 décembre 1971   |
| 25 | Robert Everton Cushman, Jr. (en) |       | 1er janvier 1972  | 30 juin 1975       |
| 26 | Louis H. Wilson, Jr. (en)        |       | 1er juillet 1975  | 30 juin 1979       |
| 27 | Robert H. Barrow (en)            |       | 1er juillet 1979  | 30 juin 1983       |
| 28 | Paul X. Kelley (en)              |       | 1er juillet 1983  | 30 juin 1987       |
| 29 | Alfred M. Gray, Jr. (en)         |       | 1er juillet 1987  | 30 juin 1991       |
| 30 | Carl E. Mundy, Jr. (en)          |       | 1er juillet 1991  | 30 juin 1995       |
| 31 | Charles C. Krulak (en)           |       | 1er juillet 1995  | 30 juin 1999       |
| 32 | James L. Jones                   |       | 1er juillet 1999  | 12 janvier 2003    |
| 33 | Michael W. Hagee (en)            |       | 13 janvier 2003   | 13 novembre 2006   |
| 34 | James T. Conway (en)             |       | 14 novembre 2006  | 21 octobre 2010    |
| 35 | James F. Amos (en)               |       | 22 octobre 2010   | 17 octobre 2014    |
| 36 | Joseph F. Dunford, Jr.           |       | 17 octobre 2014   | 24 septembre 2015  |
| 37 | Robert Neller                    |       | 24 septembre 2015 | 11 juillet 2019    |
| 38 | David H. Berger                  |       | 11 juillet 2019   | 10 juillet 2023    |
| 40 | Eric M. Smith                    |       | 10 juillet 2023   | En fonction        |